# Стратег
Стратег (грчки: στρατηγός, pl. στρατηγοί; војсковођа) био је гувернер у античкој Грчкој. У хеленистичкој ери и Византијском царству термин се користио и за војне гувернере.

## Антика
Титула стратега је у Атини уведена око 487/6. године п. н. е. током Грчко-персијских ратова. Заменила је дотадашњу титулу архонта полемарха. Титулу стратега носио је Перикле од 443. до 429. године п. н. е. Стратези су такође били и Клеон, Никија и Алкибијад. Филип II Македонски је свога генерала Пармениона поставио за стратега аутократора Коринтског савеза. Титула се користила и у време владавине дијадоха. Код Римљана се функција стратега изједначавала са функцијом претора. Титула се користила и у Византијском царству.

## У Византији
У тешким годинама Аварско-словенских најезди на Балканском полуострву почиње процес унутрашњег јачања Царства кога је тешко пратити због крајње оскудице у историјским изворима. Ираклије је у критичним годинама спровео реформу војног и управног система. Започео је са изградњом тематског уређења. У слободним деловима малоазијских покрајина стварају се војни окрузи – теме. Начело поделе војне и цивилне власти Диоклецијана и Константина напустио је још цар Маврикије оснивањем егзархата у Италији и Африци. Малоазијске теме су такође управне јединице војног карактера на чијем челу су војни команданти – стратези. Стратег у теми врши врховну војну и цивилну власт. Стара провинцијска подела није одмах нестала већ је дуго времена поред стратега постојао и тематски проконзул као представник цивилне управе. Међутим, стратег је у свему имао првенство, тим пре што је једна тема обухватала више некадашњих провинција. Теофанова хроника, основни извор за овај период, показује да је стратег уживао велики степен самосталности. У грађанском рату између Константина V (741—775) и његовог брата Артавазда, одлучујућу улогу играли су стратези малоазијских тема који су пружали помоћ једној или другој страни.